# Hagor
Hagor (tiếng Hebrew: חגור) là một moshav thuộc hạt Quận Trung, Israel. Nằm trong thung Đồng bằng Sharon giữa Rosh HaAyin và Jaljulia, Hagor thuộc thẩm quyền quản lý của Hội đồng vùng Drom HaSharon. Dân số năm Tháng 12 năm 2012 là 1,068 người.

## giáo dục
Con Hagor học tại trường tiểu học tại Tzofit, một Moshav gần đó. Trường trung học của họ nằm gần Moshav Neve Yerek, và các trường trung học là ở Beit Berl.